# Spaß am Dienstag
Spaß am Dienstag war eine deutsche Kindersendung, die mit abwechselnden Moderatoren im Ersten Deutschen Fernsehen lief. Die Sendereihe war eine der erfolgreichsten Kindersendungen der 1980er. Kern der Sendung waren Zeichentrickfilme und Realfilme für Kinder, die vom Moderator und der Videoanimation Zini anmoderiert wurden. Die Sendung lief unter den Bezeichnungen Montagsspaß (20 Folgen, 1980–1981), Spaß am Montag (54 Folgen, 1980–1983), Spaß am Dienstag (340 Folgen, 3. Januar 1984 bis 24. November 1992, teils mit Zusatz „mit Thomas und Zini“ oder „mit Werner und Zini“) und Spaß am Mittwoch.

## Aufbau
Das Besondere der Sendung war, dass die Hälfte der Bildschirmaktion auf einem realen Darsteller beruhte, während die andere Hälfte mittels Tricktechnik realisiert wurde. Die Studioatmosphäre wurde durch ein breites, an der Wand stehendes Sofa im großmütterlichen Stil gestaltet. Der besondere Reiz der Sendung war in den teils spaßigen, teils auch Konflikte austragenden Dialogen zwischen den beiden Akteuren begründet.
Daneben wurden vor allem Trickfilme präsentiert, wobei meist mindestens ein Trickfilm von Disney mit Micky Maus oder Donald Duck im Programm war. Es wurden auch Fortsetzungsfilme gezeigt.

## Moderation

### Elektronischer ModeratorZini

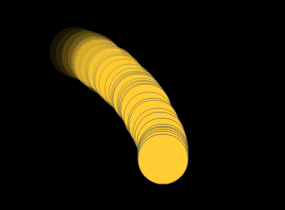
Ein „Wuslon“

Zini, ein „Wuslon aus der Familie der Elektroiden“,  wurde für die Kindersendung Spaß am Montag erfunden und in die entsprechenden Nachfolgesendungen übernommen. Die Figur war eigentlich nur eine orange-gelbe Kreisscheibe, die mit einem nachschwimmenden Schatten über den Bildschirm huschte und mit leicht quietschig-quirliger Stimme sprechen konnte. Erzeugt wurde Zini rein analog mit den Mitteln, die damalige Bildmischer zur Verfügung stellten: So wurde ein Kreis mit einer Farbfläche erzeugt und mehrmals durch das Gerät geschleift, so dass durch einen Rückkoppelungseffekt der Schweif entstand. Mit mehreren Reglern konnte die Position des Kreises im Bild verändert werden, so dass sich daraus die Bewegungen von Zini ergaben. Im Laufe der Zeit wurden diverse aufbauende Zini-Effekte entwickelt und im Rahmen der Moderation mit einer Geschichte versehen, z. B. das Größerwerden oder das Umfärben. Mit Ende der Sendereihe verschwand auch die Idee des Wuslons vorerst vom Bildschirm. Zini hatte die verfremdete Stimme von Günter Dybus.

### Weitere Figuren
Der Miesling war neben Zini das häufigste Maskottchen, eine grüne Puppe mit langer, rüsselähnlicher Nase, die nacheinander mit Monika Pohlmann, Alisa Leptihn und Frank Zander die Sendung präsentierte. Der Miesling trat auch in der ARD-Sendung Die Spielbude auf.
Neben dem Miesling gab es weitere Moderatorenteams, etwa die Figuren Ix und Yps, das Chaos-Spaß-am-Dienstag-Team sowie Puck und seine Freunde.

### Reale Moderatoren
- Marita Janowski, Montagsspaß, ARD (Deutsche Erstausstrahlung: 21. Juli 1980)
- Heinz Werner Kraehkamp, Montagsspaß (Deutsche Erstausstrahlung: 21. Juli 1980)
- Thomas Naumann 1981–1983
- Brigitte Mira
- Ernst H. Hilbich
- Frank Schuster (1984)
- Stefanie Mühle (WDR, 1984, unter dem Namen Stefanie Molino)
- Arno Görke (NDR, 1984–1985)
- Heidrun von Goessel (NDR, 1984–1985, mit dem Hasen Cäsar)
- Werner Koj (1985–1989)
- Monika Pohlmann (NDR, 1986–1987)
- Frank Zander
- Alisa Leptihn (NDR, ab 1988)
- Ron Williams (WDR, 1990–1992)

Autor der Moderatorentexte und Regisseur war Peter Podehl (auch Hallo Spencer und Lemmi und die Schmöker). Ab 1990 übernahm Joris Hermans die Regie und einen Teil der Bucharbeit. Geflügelte Worte der Moderation waren unter anderem:
- „SpAMo“ und „SpADi“ als Abkürzung des Sendungsnamens
- „MAZ ab“ als Startsignal für die Filmvorführung
- „Vorgucker ab“ als  Ansage auf eine Vorschau der nächsten Sendung
- „Dienstagsgucker“ als Bezeichnung für die jungen Zuschauer
- „Tschüüüüüüüüüüüüüüüüssss“ als Absage
- „Wir sehen uns nächsten Dienstag wieder...wenn Ihr wollt und wenn Ihr könnt...“

## Serien und Filme (Auszug)
- Alias der Hofnarr
- Captain Pugwash[2]
- Danger Mouse (wobei Werner und Zini im Vorspann immer die explodierenden Bomben zählten)
- Das Geheimnis des siebten Weges
- Droopy (Drops)
- Telekatz
- Die Yxilon-Show
- Flip-Flop
- Herr Rossi sucht das Glück
- Klamottenkiste (Stummfilme, u. a. mit Laurel und Hardy)
- König Rollo
- Lilliputput
- Lolek und Bolek
- Pat und Mat
- Sancho und Pancho
- Sheriff Donnerknall
- The Three Stooges
- Tom und Jerry

## Wiederaufleben vonZini
Das Satiremagazin Neo Magazin Royale bescherte Zini im Jahr 2015 eine Art Comeback. Gelegentlich versuchte Moderator Jan Böhmermann, Zini zu politischen Themen zu interviewen. Das Wuslon antwortete ausweichend und mit obskuren Theorien auf die Fragen. Dabei erging er sich in Schimpftiraden, die von derber Sprache geprägt und beleidigend waren.